# 密碼 (衛斯理小說)

《密碼》是一部衛斯理系列中的小說，由香港科幻小說作家倪匡所寫，講述博物院中一個怪東西和清朝中葉席捲江南諸省的太平天國領袖「翼王」石達開的關係。認為許久以前地球上有一種生物叫翼人。其基因長期存在於人類的基因中未曾顯現。其續篇是《解開密碼》。

## 故事大綱

### 活蛹
胡說在博物館安排展覧，發現多出了一個木乃伊，解開後發現一個活蛹。胡說和溫寶裕把木乃伊送到陳長青家的大宅，撕開布條後。發現是一個肉狀的怪東西，就連見多識廣的衛斯理和白素也不知那是甚麼東西。

### 隱性的基因
另一方面，衛斯理在一個音樂會遇到了一個名為班登的怪醫生，不斷詢問衛斯理為何太平天國領袖的壁畫沒有頭像，後來知道怪醫生班登曾和盜墓專家齊白到中國內地一座古代城市中，和當地一個局長尋找寶藏，知道寶藏在樹下，但在尋找寶藏時，不慎觸發機關(其實是因齊白錯誤估計爆炸影響所致)，使寶藏所在之處，意外有水冒出，形成一個湖泊，最終發現那怪東西(金盒子)和太平天國的眾位領袖是有關連的。

### 太平天國的妖孽
原來200多年前就有人或是外星人掌握了一種基因改造實驗的方法，用於人類胚胎上，結果造出了一種類人的怪物「翼人」，肉狀的怪東西其實就是該種生物的一種生長階段，長成後推測可能是一種背上有突起的人類，太平天國的「翼王」石達開可能就是突起較明顯，得此封號。這群類人(異人)因性格上有所缺陷，所以掀起了太平天國運動，然而終究未能成大事，衛斯理和眾人以『國之將亡，必有妖孽』來結論。

### 異人?翼人
班登医生得到的黃金小盒是外星人(一個名為諾亞的種族)所留，記載了該場實驗的方法，外星人稱之為諾亞計畫，因基因圖譜保存於活蛹，稱為諾亞方舟。後來外星實驗者拋棄了這群背上有翼的怪人們，只留下小盒，被太平天國眾領袖當成他們的聖物，班登是醫學專家當然看懂其中資訊並自己進行實驗，也造出了一團怪肉就是開頭之物。

### 諾亞計畫
衛斯理私下猜測，地球原本是上帝(外星人)的實驗室，後來外星實驗者們拋棄了這群背上有翼的怪人們，只留下這個小盒，結果流傳至今，被太平天國眾領袖當成他們的聖物，班登是醫學專家當然看懂其中資訊，並自己進行實驗，也造出了一團怪肉，就是開頭提及之物。最後班登決定去勒曼医院，在外星科技與安全環境下繼續造出怪物，滿足他的好奇心。

## 詮釋
1. ↑  《密碼》（明窗出版社，1989年）

| 前任者： 059 廢墟 | 衛斯理系列（按編號） 060 密碼                          | 繼任者： 061 血統 |
| 前任者： 廢墟     | 衛斯理系列（按連載時序） 1986年8月14日至1986年11月24日 | 繼任者： 血統     |